# Grasellenbach
Grasellenbach település Németországban, Hessen tartományban. Lakosainak száma 4177 fő (2023. december 31.).

## Népesség
A település népességének változása:
| Lakosok száma | 3703 | 3995 | 4125 | 4130 | 4162 | 4137 | 4177 |
|               | 2010 | 2015 | 2017 | 2019 | 2021 | 2022 | 2023 |